# Самые счастливые
«Самые счастливые» — фильм Станислава Митина.

## Сюжет
Современная история любви мужчины к двум женщинам. Когда-то они были школьными подругами, но жизненные обстоятельства ставят их на разные ступени социальной лестницы. Одна достигла успеха и стала состоявшейся деловой женщиной, другая осталась стеснённой в средствах преподавательницей балетного кружка. Живя в мегаполисе, они видятся крайне редко, но ни одна из них не подозревает, что линии их судеб уже давно тесно сплелись в запутанном любовном треугольнике.

## В ролях
| Актёр          | Роль               |
| -------------- | ------------------ |
| Игорь Ливанов  | Алекс-Лёшечка      |
| Наталия Фиссон | Ада Тарасовская    |
| Наталия Эсхи   | Люба Лощилина      |
| Сергей Баталов | Прапорщик Чердаков |

## Съёмочная группа
- Автор сценария: Игорь Агеев
- Режиссёр: Станислав Митин
- Оператор: Виктор Гончар
- Композитор: Илья Тилькин